# Ryder Cup 2012
Der 39. Ryder Cup fand vom 28. bis 30. September 2012 im Medinah Country Club, Illinois, USA statt. Die europäischen Titelträger konnten den Cup mit einem Ergebnis von 14½ : 13½ Punkten verteidigen. Besondere Bedeutung erreichte dieser Sieg durch den Umstand, dass die Europäer in den abschließenden Einzelmatches einen Rückstand von vier Punkten gegen die hierbei favorisierten US-Amerikaner aufholen konnten. In der Ryder-Cup-Geschichte war dies das erste Mal, dass dies einer Mannschaft bei einem Auswärtsspiel gelang. Auf europäischer Seite gilt dies seitdem als "Miracle of Medinah" (das Wunder von Medinah).

## Club / Platz
Der „Medinah Country Club“ liegt in einem Vorort rund 40 km nordwestlich der Metropole Chicago und verfügt über insgesamt drei 18-Loch-Plätze. Die 28 Spiele der Ryder Cup Begegnung wurden dabei alle auf dem 7000 m langen „Course 3“ ausgetragen.
Der Club war in Vergangenheit bereits drei Mal Gastgeber der US Open (1949, 1975, 1990) und zweimal der PGA Championship (1999 und 2006).

## Teams

### USA
Der neue Captain des US-Teams Davis Love III gab am 4. September 2012 seine Auswahl bekannt. Zu den acht besten Profis der PGA Money List nominierte er per „Captains Pick“ Jim Furyk, Steve Stricker, Brandt Snedeker und Dustin Johnson. Als „non playing“ Vice Captains nominierte er Fred Couples, Mike Hulbert, Scott Verplank und Jeff Sluman.

### Europa
Der Spanier José María Olazábal vertrat, gleichfalls das erste Mal, Europa als Captain. Zu den jeweils fünf besten Golfern der European und der World Money List nominierte er Nicolas Colsaerts und Ian Poulter per „Captains Pick“. Er vereinbarte auch mit US-Captain Love, dass abweichend der sonst üblichen zwei, bis zu vier Vize-Captains nominiert werden konnten; als diese fungierten für Europa: Miguel Ángel Jiménez, Thomas Björn, Darren Clarke und  Paul McGinley.

### Mannschaften
| Vereinigte Staaten   |       |         |
| Spieler              | Alter | Anz. B* |
| Davis Love III (C)   | 48    | 6 (1)   |
| Tiger Woods          | 37    | 7       |
| Bubba Watson         | 31    | 2       |
| Jason Dufner         | 35    | 1       |
| Keegan Bradley       | 26    | 1       |
| Webb Simpson         | 27    | 1       |
| Zach Johnson         | 36    | 3       |
| Matt Kuchar          | 34    | 2       |
| Phil Mickelson       | 42    | 9       |
| Jim Furyk (CP)       | 42    | 8       |
| Dustin Johnson (CP)  | 28    | 2       |
| Steve Stricker (CP)  | 45    | 3       |
| Brandt Snedeker (CP) | 32    | 1       |

| Europa                 |             |       |        |
| Spieler                | Nat.        | Alter | Anz. B |
| J. M. Olazábal (C)     | Spanien     | 48    | 7 (1)  |
| Rory McIlroy           | Nordirland  | 23    | 2      |
| Luke Donald            | England     | 34    | 4      |
| Lee Westwood           | England     | 39    | 8      |
| Graeme McDowell        | Nordirland  | 33    | 3      |
| Justin Rose            | England     | 32    | 2      |
| Sergio García          | Spanien     | 32    | 6      |
| Francesco Molinari     | Italien     | 29    | 2      |
| Peter Hanson           | Schweden    | 34    | 2      |
| Paul Lawrie            | Schottland  | 42    | 2      |
| Martin Kaymer          | Deutschland | 28    | 2      |
| Ian Poulter (CP)       | England     | 36    | 4      |
| Nicolas Colsaerts (CP) | Belgien     | 29    | 1      |

(C) = Captain (non Playing)

(CP) = Captain Pick/Wildcard

Anz. B = Team Berufungen als Spieler (incl. 2012 ; (X) Anz. „non playing“ Captain Berufungen)

## Modus Spielergebnisse
Insgesamt fanden 28 Partien im Matchplay Modus statt. Jeweils vier Foursomes am Freitag und Samstagmorgen, am Nachmittag wurden dann je vier Fourball Partien gespielt. Am Schlusstag wurden traditionell zwölf Einzelmatches ausgetragen.

### Freitag „Session 1“
| Foursome            |         |                     |
| Spieler             | Score   | Spieler             |
| Furyk / Snedeker    | 1 up    | McIlroy / McDowell  |
| Mickelson / Bradley | 4 & 3   | Donald / García     |
| Dufner / Z. Johnson | 3 & 2   | Westwood / Molinari |
| Stricker / Woods    | 2 & 1   | Poulter / Rose      |
| 2                   | Session | 2                   |
| 2                   | Gesamt  | 2                   |

| Fourball            |         |                      |
| Spieler             | Score   | Spieler              |
| Watson / Simpson    | 5 & 4   | Hanson / Lawrie      |
| Mickelson / Bradley | 2 & 1   | McIlroy / McDowell   |
| Kuchar / D. Johnson | 3 & 2   | Rose / Kaymer        |
| Stricker / Woods    | 1 up    | Westwood / Colsaerts |
| 3                   | Session | 1                    |
| 5                   | Gesamt  | 3                    |

### Samstag „Session 2“
| Foursome            |         |                    |
| Spieler             | Score   | Spieler            |
| Watson / Simpson    | 1 up    | Rose / Poulter     |
| Bradley / Mickelson | 7 & 6   | Westwood / Donald  |
| Dufner / Z. Johnson | 2 & 1   | Colsaerts / García |
| Furyk / Snedeker    | 1 up    | McIlroy / McDowell |
| 3                   | Session | 1                  |
| 8                   | Gesamt  | 4                  |

| Fourball            |         |                    |
| Spieler             | Score   | Spieler            |
| Watson / Simpson    | 5 & 4   | Rose / Molinari    |
| D. Johnson / Kuchar | 1 up    | Colsaerts / Lawrie |
| Woods / Stricker    | 1 up    | García / Donald    |
| Dufner / Z. Johnson | 1 up    | McIlroy / Poulter  |
| 2                   | Session | 2                  |
| 10                  | Gesamt  | 6                  |

### Sonntag „Session 3“
| Einzel     |         |           |
| Spieler    | Score   | Spieler   |
| Watson     | 2&1     | Donald    |
| Simpson    | 2 Up    | Poulter   |
| Bradley    | 2&1     | McIlroy   |
| Mickelson  | 1 Up    | Rose      |
| Snedeker   | 5&3     | Lawrie    |
| D. Johnson | 3&2     | Colsaerts |
| Z. Johnson | 2&1     | McDowell  |
| Furyk      | 1 Up    | García    |
| Dufner     | 2 Up    | Hanson    |
| Kuchar     | 3&2     | Westwood  |
| Stricker   | 1 Up    | Kaymer    |
| Woods      | ½-½     | Molinari  |
| 3½         | Session | 8½        |
| 13½        | Gesamt  | 14½       |

## Endergebnis
14½ : 13½